# Krystalizacja in situ
Krystalizacja in situ jest to jedna z technika krystalizacji. Termin in situ oznaczający "w miejscu" odnosi się do wielu dziedzin. W krystalografii oznacza on zazwyczaj przeprowadzenie procesu krystalizacji na główce goniometrycznej dyfraktometru bądź w komorze wysokociśnieniowej. Znanych jest wiele metod krystalizacji, które ze względu na sposób przeprowadzenia mogą zostać nazwane in situ. Techniki te pozwalają na otrzymanie kryształów bądź kokryształów substancji, związków gazowych, ich kompleksów, układów ciekłokrystalicznych, cieczy jonowych, materiałów wybuchowych, hydratów gazów i cieczy, czyli takich układów, których krystalizacja jest niezwykle trudna lub wręcz niemożliwa, czy też bardzo czasochłonna w klasyczny sposób.

## Technika krystalizacjiin situR. Boesego (wspomagana laserem)
Jedna z technik została zaproponowana przez Rolanda Bosego (University of Duisburg-Essen) w latach 90 XX wieku. Oparta jest na metodzie topienia strefowego. W technice tej sprzęga się ze sobą przystawkę niskotemperaturową z laserem. Proces krystalizacji kontrolowany jest poprzez Optical Heating and Crystaliization Device (OHCD).

### Opis działania
Metoda krystalizacji in situ polega na wprowadzeniu substancji (w stanie ciekłym lub gazowym) lub mieszaniny substancji do cienkościennej kapilary oraz zatopienie jej. Kapilara ta umieszczana jest na główce goniometrycznej w dyfraktometrze monokrystalicznym w strumieniu azotu o odpowiedniej temperaturze (z reguły poniżej temperatury topnienia próbki umieszczonej w kapilarze) regulowanej poprzez kontroler przystawki niskotemperaturowej. Pod wpływem nagłej zmiany temperatury dochodzi do przechłodzenia cieczy, jej zeszklenia lub powstania wielu małych krystalitów wypełniających kapilarę - fazy polikrystalicznej. Tak otrzymane ciało stałe jest strefowo topione przez laser IR, który zapewnia precyzyjne, lokalne podgrzanie próbki. Zmiana położenia strefy topnienia, bądź jej zmniejszanie (powodowane odpowiednią zmianą położenia wiązki lasera względem kapilary lub mocą wiązki) powoduje kontrolowaną krystalizację na granicy strefy topnienia. Otrzymanie kryształów jest z reguły czasochłonne. Może trwać od kilku minut do kilku dni.
Technika ta nie zawsze doprowadza do otrzymania monokryształu. W niektórych przypadkach otrzymuje się oligokryształy. Rozdzielenie sieci krystalicznych pochodzących od poszczególnych komponentów jest możliwe i w ogólności nie stanowi przeszkody w integracji danych uzyskanych metodą dyfrakcji promieni rentgenowskich na monokrysztale w celu uzyskania struktury przestrzennej badanego układu chemicznego.

### Przykładowy zastosowania metody
Metoda ta wykorzystywana jest głównie do krystalizacji mieszaniny substancji, które w temperaturze pokojowej są cieczami. Prostymi związkami chemicznymi, które wykazują taką właściwość są m.in.:  alkany i aminy. Struktura krystalograficzna większości układów tego typu zostały poznane dopiero po zastosowaniu metody krystalizacji in situ. Przykładowe prace to:
- Krystalizacja alkanów[4]
- Krystalizacja amin[5]
- Krystalizacja hydratów amin[6]

## Krystalizacjain situbez wykorzystania lasera
Próbkę można precyzyjnie nadtapiać i krystalizować dzięki wykorzystaniu lasera, jednak nie jest to jedyny możliwy sposób. W jednej z technik substancja w kapilarze umieszcza się w strumieniu ciekłego azotu analogicznie do metody R. Boesego. Gdy uzyska się fazę polikrystaliczną temperatura jest powoli podwyższana do ok. 5K poniżej temperatury topnienia. Następnie kapilara jest częściowo wysuwana ze strumienia ciekłego azotu, po czym z powrotem w nim umieszczana. Powtórzenie tego kroku kilkukrotnie powoduje nadtapianie fazy polikrystalicznej i powstanie w kapilarze jednego bądź kilku monokryształów.

## Wysokociśnieniowa krystalizacjain situ
Substancja chemiczna krystalizuje nie tylko pod wpływem zmniejszania temperatury, ale również przy zwiększaniu ciśnienia. Techniką, która wykorzystuje to zjawisko jest wysokociśnieniowa krystalizacja in situ. Próbka umieszczana jest w komorze diamentowej (DAC), w której pod wpływam wzrostu ciśnienia dochodzi do wykrystalizowania substancji. Pomiary dyfrakcji rentgenowskiej wykonywane są dla kryształów znajdujących się w komorze DAC. Jest to możliwe dzięki bardzo małej absorpcji promieniowania rentgenowskiego przez diament. 